# 北広島町消防本部
北広島町消防本部（きたひろしまちょうしょうぼうほんぶ）は、広島県山県郡北広島町の消防部局（消防本部）。管轄区域は北広島町全域。

## 概要
- 消防本部：山県郡北広島町春木516番地
- 管内面積：646.26km2
- 職員定数：56人
- 消防署1カ所、出張所3カ所
- 主力機械（2015年4月1日現在）
  - 普通消防ポンプ自動車：3
  - 水槽付消防ポンプ自動車：2
  - 救急自動車：5
  - 救助工作車：1
  - 指揮車：1
  - 資器材輸送車：1
  - その他：2

## 沿革
- 1979年8月14日　山県東中部消防組合設立許可。組合の構成自治体は山県郡大朝町・芸北町・千代田町・豊平町の4町。
- 1979年10月11日　ウツミ物産株式会社所有の事務所を借用し、仮事務所とする。
- 1980年8月1日　消防本部・消防署を千代田町大字春木516番地に移転する。
- 2005年2月1日　大朝町・芸北町・千代田町・豊平町が合併し北広島町が誕生したのに伴い、山県東中部消防組合を閉庁し北広島町消防本部に移行する。

## 組織
- 本部 - 総務課、消防課
- 消防署

## 消防署
| 消防署         | 住所        | 出張所                                                         |
| -------------- | ----------- | -------------------------------------------------------------- |
| 北広島町消防署 | 春木516番地 | 芸北：川小田10075番地66 大朝：新庄921番地1 豊平：戸谷1088番地1 |